# Kalama (kraljica)
Kalama Hakaleleponi Kapakuhaili (1817. – 20. rujna 1870.) bila je kraljica Havaja kao supruga kralja Kamehamehe III.

## Životopis

### Rani život
Kalama je rođena 1817. godine. Službeno je njezin rođendan bio 17. ožujka. 
Njezini su roditelji bili Naihekukui i Iahuula, preko koje je bila nećakinja Karla Kanaine te sestrična kralja Lunalila.
Bila je to vrlo lijepa žena.

### Brak
Neki su plemići smatrali da bi kralj Kamehameha III. trebao oženiti svoju sestru, princezu Nahienaenu. Misionari su se tomu protivili.
Tako je mladi kralj oženio Kalamu 14. veljače 1837., na Valentinovo.

### Djeca
Kalama i Kamehameha su imali dva sina, ali su obojica umrla vrlo rano. Zvali su se Keaveaveulaokalani. Prvi je umro star 31 dan.
Ona i njezin muž usvojili su svojeg nećaka Aleksandra koji je postao Kamehameha IV. Usvojili su i Kaiminaauao.

### Daljnji život
Kalama je nadživjela svog muža i nećaka. Upoznala je princa Alfreda, sina kraljice Viktorije.
Umrla je u rujnu 1870. u Honoluluu.